# Ніна Гавер-Лесет
Ніна Гавер-Лесет (норв. Nina Haver-Løseth) — норвезька гірськолижниця, олімпійська медалістка.
Бронзову олімпійську медаль Гавер-Лесет виборола на Пхьончханській олімпіаді 2018 року в командних змаганнях з паралельного слалому.

## Виноски
1. ↑  Mixed team results